# 파울 베르나이스
파울 이자크 베르나이스(독일어: Paul Isaak Bernays)는 논리학 및 집합론에 기여한 수학자다.

## 생애
런던에서 유대인 가정에 태어났고, 베를린에서 유년기를 보냈다. 베를린 대학교에서 박사 학위를 수여받고, 취리히 대학교와 괴팅겐 대학교에서 하빌리타치온을 (두 번) 수여받았다.
1917년에 다비트 힐베르트의 조교로 취임하였고, 1922년에는 괴팅겐 대학교 조교수가 되었다. 1933년에 나치 독일의 반유대주의 정책에 따라 해고당했고, 스위스로 망명하여 취리히 연방 공과대학교로 옮겼다.
1977년에 취리히에서 사망하였다.

## 참고 문헌
- Müller, Gert H. (1976). 《Sets and classes: On the work by Paul Bernays》. Studies in Logic and the Foundations of Mathematics  84. Amsterdam: North-Holland. ISBN 978-0-444-10907-1. MR 0414355.
- Lauener, Henri (1978). “Paul Bernays (1888–1977)”. 《Zeitschrift für Allgemeine Wissenschaftstheorie》 9 (1): 13–20. doi:10.1007/BF01801939. ISSN 0044-2216. MR 546580.